# Liuzhuang (köpinghuvudort i Kina, Jiangsu Sheng, lat 33,14, long 120,29)
Liuzhuang är en köpinghuvudort i Kina. Den ligger i provinsen Jiangsu, i den östra delen av landet, omkring 180 kilometer nordost om provinshuvudstaden Nanjing. Antalet invånare är 38 522. Befolkningen består av 19 317 kvinnor och 19 205 män. Barn under 15 år utgör 11,0 %, vuxna 15-64 år 72 %, och äldre över 65 år 15,0 %.
Runt Liuzhuang är det tätbefolkat, med 369 invånare per kvadratkilometer. Närmaste större samhälle är Dazhong, 16,8 km öster om Liuzhuang. Trakten runt Liuzhuang består till största delen av jordbruksmark.
Genomsnittlig årsnederbörd är 985 millimeter. Den regnigaste månaden är juli, med i genomsnitt 237 mm nederbörd, och den torraste är januari, med 21 mm nederbörd.